# 33e congrès national de la SFIO

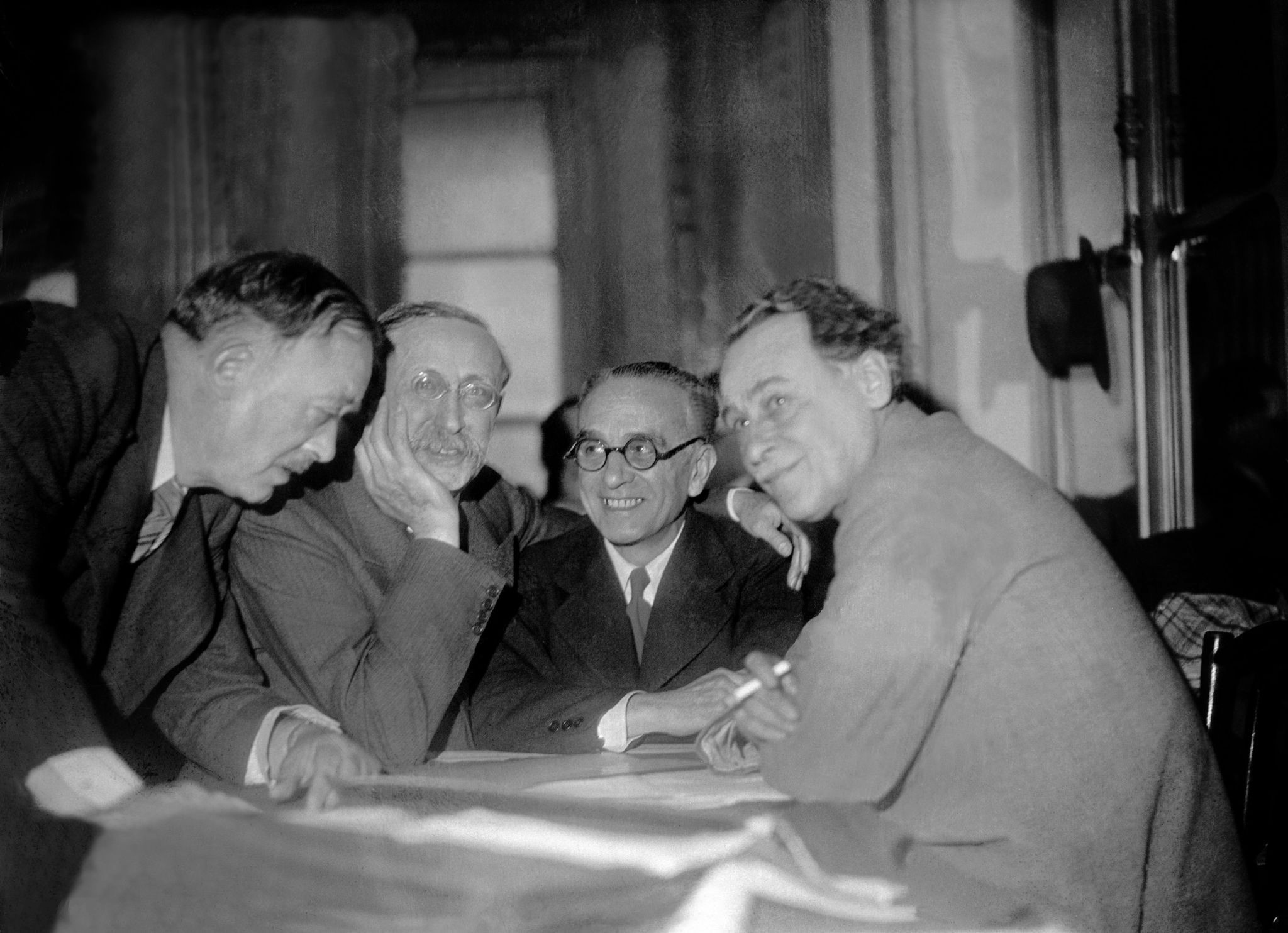
De gauche à droite : Vincent Auriol, Léon Blum, Paul Faure et Jean-Baptiste Séverac lors du congrès, 1e 1 juin 1936.

Le 33e congrès national de la SFIO se tient à Paris du 30 mai au 1er juin 1936.
Arrivant immédiatement après la victoire du Front populaire aux élections législatives, qui, pour la première fois, ont donné la première place aux socialistes dans la coalition gouvernementale et permis la nomination de Léon Blum à la tête du gouvernement, le congrès est marqué par un certain unanimisme, y compris de la part des tendances les plus critiques, ce qui se traduit par l'adoption d'une motion politique générale de synthèse, à l'unanimité.
La Commission administrative permanente désignée par le congrès laisse une large place aux tenants de la ligne du secrétaire général, Paul Faure : ils sont 24 sur 33 (dont Léon Blum, Alexandre Bracke, Jean Longuet, Marx Dormoy, Roger Salengro, Jean-Baptiste Séverac), 5 seulement représentent Bataille Socialiste, dont Jean Zyromski et 4 la gauche révolutionnaire (dont Marceau Pivert, René Hérard, Jules Moch).

## Sources
Compte rendu du 33e congrès national de la SFIO sur Gallica